# Age of Empires III: The WarChiefs
The WarChiefs (рус. Эпоха империй III. Военные вожди) — первое дополнение к стратегии в реальном времени Age of Empires III. Ключевая особенность — это три новые игровые державы коренных индейцев северной (сиу и ирокезы) и центральной (ацтеки) Америки. Для запуска дополнения требуется наличие оригинальной версии игры.

## Новшества

### Карты
В дополнение включены следующие новые карты: Араукания (регион Чили), Анды, Калифорния, Ориноко, Цветная пустыня (юго-запад США), Северо-Западные территории (западное побережье Северной Америки), Озарк и Плимут (последние две карты содержатся в обновлении 1.03).

### Державы
Теперь доступны 2 народа Северной Америки: Ирокезы, Сиу и 1 народ Центральной Америки: Ацтеки.
При игре за любую из них вы начинаете с 5 работниками. Более того — индейские работники могут строить городские управы (у европейцев это действие доступно только исследователю). У каждой их постройки есть особое улучшение («большая кнопка»), предлагающее бонусы в виде поставок юнитов или ресурсов. Еще одной особенностью всех трех держав является то, что с самого начала игры вы можете видеть все торговые посты на карте.
| Флаг | Держава | Метрополия  | Руководитель | Особенности |
| ---- | ------- | ----------- | ------------ | --- |
|      | Ирокезы | Каунавага   | Гайавата     | Волокуши строят здания бесплатно. Аура Военного Вождя увеличивает здоровье ближайших юнитов.                                 |
|      | Сиу     | Хункпапа    | Желчь        | Начинают с 200 единицами жилья. Аура Военного Вождя увеличивает скорость ближайших юнитов.                                   |
|      | Ацтеки  | Теночтитлан | Куаутемок    | Воины-жрецы могут танцевать в огненной яме. Аура Военного Вождя удваивает опыт от убийств, который получают ближайшие юниты. |

### Советы племён
В игре у ирокезов и сиу вместо города-метрополии имеется совет племени. Их функции аналогичны — они открывают вам доступ к различным картам: юнитам, ресурсам и улучшениям.
- Вождь: экономические юниты и поставки (работники, грузы монет, провизии и древесины, а также волокуши)
- Военный предводитель: военные юниты и улучшения (пехота, кавалерия и артиллерия)
- Шаман: улучшения, касающиеся построек
- Мудрая женщина: улучшения, касающиеся скорости добычи ресурсов
- Гонец: особые военные юниты и улучшения (корабли и наёмники)

### Новые постройки
- Общее для всех трёх народов:

Воинская хижина. Доступна с 1-й эпохи. Позволяет обучать пехоту (со 2-й эпохи) и служит оборонительным сооружением.

Огненная яма. Доступна с 1-й эпохи. Приносит большой бонус в определённом деле, когда работниками устраивается та или иная ритуальная пляска.

Ферма. Доступна с 1-й эпохи. Заменяет индейцам европейские мельницу и хлев.
- У ацтеков:

Дом. Аналогичен европейскому дому и даёт 10 единиц населения.

Хижина знати. Прочнее воинской хижины. Открывает вам доступ к элитным войскам ацтекам (Воины-Ягуары, Воины-Орлы и т.д.). Они доступны с 3-й эпохи.
- У сиу:

Им не требуются дома для увеличения лимита населения.

Типи. Увеличивает здоровье находящихся неподалёку союзных юнитов.

Корраль. Используется для обучения кавалерии.
- У ирокезов:

Длинный дом. Заменяет обычный дом, даёт 15 единиц населения. Позволяет размещать внутри гарнизон.

Стойла. Как и у сиу, позволяет обучать кавалерию.

Литейный цех. Только ирокезам из всех индейцев доступно производство артиллерии.

### Флот
У сиу и ирокезов флотом являются каноэ, являющиеся дешевой, но плохобронированой ударной силой. Есть три вида флота: простое каноэ и боевое каноэ, ацтеки же имеют особое "каноэ Тлалок" которое может тягаться в бою с европейскими фрегатами. Все виды каноэ слабобронированы и переворачиваются с 2-3 выстрелов боевых кораблей европейцев, но при превосходящем кол-ве являются страшной силой, так же, все виды каноэ могут ловить рыбу и добывать китовый жир.

#### Исследователи
Все три нации имеют различных между собой боевых вождей: тех же европейских исследователей, но с особыми навыками.
- Боевой вождь ацтеков: передвигается пешим ходом, не имеет возможности атаковать с расстояния, при взятии улучшения из родного города может тренировать ягуаров, и получает "удар наотмашь" (мощный удар, способный уничтожить сразу несколько юнитов противника)Так же имеет "ауру", которая увеличивает получаемый опыт юнитов, находящихся в зоне "ауры".
- Боевой вождь ирокезов: передвигается пешим ходом, имеет винтовку, а следовательно - особый вид атаки, который наносит сильный территориальный урон, при взятии улучшения из совета племени получает возможность тренировать волков. Имеет "ауру здоровья" которая увеличивает здоровье близстоящих юнитов на малый процент.
- Боевой вождь сиу: передвигается на лошади, имеет очень большую скорость, а следовательно: можно успеть взять клад, принадлежащий противнику быстрее него, убежать от превосходящего по силе отряда. Имеет слабую территориальную атаку (может причинять ущерб сразу нескольким юнитам). При взятии улучшения из совета племени получает возможность тренировать койотов. Имеет "ауру скорости" - увеличивается скорость близстоящих юнитов, то есть конные отряды становятся неуловимыми для чужой конницы и пехоты.

Так же для всех трех видов исследователей есть общая спец-возможность: "приручение" - это способность обратить охранника клада в юнита своей нации, при приручении у охранника клада на 60% уменьшаются очки здоровья.

### Революция
Для европейских держав доступна возможность получить независимость от метрополии вместо перехода в 5-ю эпоху. После революции поселенцы становятся ополченцами. Также меняется набор карт в колоде.
| Флаг | Держава   | Руководитель       | Может перейти            | Особенности                                              |
| ---- | --------- | ------------------ | ------------------------ | -------------------------------------------------------- |
|      | США       | Джордж Вашингтон   | Великобритания Голландия | Картечница Гатлинга имеет больше здоровья.               |
|      | Бразилия  | Жозе Бонифасиу     | Голландия Португалия     | Дарует воинов Тупи. Все туземцы становятся легендарными. |
|      | Аргентина | Хосе де Сан Мартин | Пруссия                  | Дарует 6 имперских гаубиц.                               |
|      | Мексика   | Мигель Идальго     | Испания Португалия       | Преступники собираются на вашу сторону.                  |
|      | Перу      | Симон Боливар      | Пруссия Россия           | Все юниты получают немного больше здоровья.              |
|      | Колумбия  | Сантандер          | Франция Россия Порта     | Дарует 3 броненосца.                                     |
|      | Чили      | Бернардо О’Хиггинс | Испания Порта            | Дарует 10 имперских гуссаров.                            |
|      | Гаити     | Лувертюр           | Великобритания Франция   | Колониальные ополченцы имеют больше здоровья.            |

### Сюжет
Акт I : Огонь
Это история Натаниэля Блэка — отца Амелии Блэк, героя американской революции, когда она начиналась, раскололась Конфедерация Ирокезов.
Натаниэль и его дядя Каньенке идут убедить вождей могавков и сенеки не вступать в войну бледнолицых, но пока они борются с индейцами, на их поселение нападают некие гессенские наёмники во главе с полковником Кючлером, который уводит мать Натаниэля. Натаниэль её спасает. Конфедерация Ирокезов окончательно распадается, часть ирокезов уходит в ряды революционной армии, в том числе и Натаниэль, он отправился на юг, в Бостон. К концу декабря 1776 англичан вытеснили на другой берег Делавэра, там Натаниэль познакомился с Джорджем Вашингтоном. После этой битвы Натаниэля отправили на север где он одерживает победу под Сараготой. Англичане заняли Филадельфию, а американцы отступили в лагерь Велли-Фордж, где решили ждать до весны и нанести контрудар. В битве при Морристауне Натаниэль наконец лицом к лицу встречается с Кючлером где и побеждает его. После смерти полковника, Натаниэль сдерживает обещание данное Вашингтону и участвует во всех сражениях вплоть до 1781 года — Итогового сражения при Йорктауне. При поддержке французов, американцы побеждают англичан. А Натаниэль возвращается в свою семью, он умирает в 1812 году как написано на его памятнике, растратив своё состояние (компенсация за самопожертвование его отца) на нужды армии.
Акт II : Тень
Это история Чэйтона Блэка — сына Амелии, он является в Форт Ларами, чтобы основать тракт. Там он знакомится с квартирмейстером Холмсом, в разговоре Чэйтон рассказывает о своих индейских корнях, и о том, что его отец — сиу. Основав тракт и обеспечив его безопасность, они прогневали коренных обитателей этих земель — сиу. Началась война Красного облака. Тем не менее Чэйтон открыл станцию, на которую приехала его мать, она гордилась сыном. Вскоре было заключено перемирие между США и Сиу, война Красного Облака закончилась, хрупкое перемирие держалось почти 10 лет, Амелия передала свою компанию сыну. Но в один прекрасный день Холмс вызвал его в Чёрные Холмы, где нашел много золота, защитив рудники от набегов сиу и испанских солдат, Чэйтон решает найти вождя Неистового коня и уладить проблемы мирно. Чэйтон его находит, но Холмс с рудокопами атакуют вождя, все надежды на мир рухнули. Затем Холмс отправляет Чэйтона уничтожить лагерь Сиу, но Чэйтон отказывается убивать невиновных, женщин и детей. И при поддержке Сиу уничтожает форт Холмса, но тот сбегает. Чэйтону приходится расхлебывать эту кашу, тут прибывает офицер Кастер, который должен загнать Сиу обратно в резервации, он дает Чэйтону 1 день, чтобы найти Холмса, Чэйтон заключает союз с местными Сиу и убивает Холмса. Но поздно пытаться остановить войну и Чэйтон делает свой последний выбор, в пользу Сиу, он объединяет вождей во время боя, приходит даже вождь Неистовый конь, который не погиб при атаке Холмса, вместе они отбивают атаку Кастера и убивают его самого. Амелия не знает что дальше случилось с её сыном и считает, что возможно он сделал правильный выбор.

## Отзывы
| Сводный рейтинг | Сводный рейтинг |
| Агрегатор       | Оценка          |
| --------------- | --------------- |
| GameRankings    | 81,27 %         |